# Forbidden Fruit (1921)
Forbidden Fruit is een Amerikaanse dramafilm uit 1921 onder regie van Cecil B. DeMille. De film werd destijds uitgebracht onder de titel Verboden vruchten.

## Verhaal
Mevrouw Mallory haalt haar naaister Mary Maddock ertoe over tijdens een diner de plaats in te nemen van een afwezige gast. Daar vraagt Nelson Rogers haar ten huwelijk. Mary blijft echter trouw aan haar luie, gewelddadige echtgenoot Steve. Na een belediging van haar man pakt Mary haar koffers en gaat overnachten bij de familie Mallory. Daar wordt ze 's nachts wakker en ze betrapt Steve erop dat hij de juwelen van de Mallory's wil stelen. Zelfs dan weigert Mary om van hem te scheiden. Steve tracht vervolgens Nelson af te persen. Tijdens een gevecht met een crimineel wordt Steve gedood. Mary kan eindelijk met Nelson trouwen.

## Rolverdeling
| Acteur           | Personage                |
| ---------------- | ------------------------ |
| Agnes Ayres      | Mary Maddock             |
| Clarence Burton  | Steve Maddock            |
| Theodore Roberts | James Harrington Mallory |
| Kathlyn Williams | Mevrouw Mallory          |
| Forrest Stanley  | Nelson Rogers            |
| Theodore Kosloff | Pietro Giuseppe          |
| Shannon Day      | Nadia Craig              |
| Bertram Johns    | John Craig               |
| Julia Faye       | Meid van mevrouw Mallory |